# René Carré-Bonvalet
Pour les articles homonymes, voir Carré (homonymie) et Bonvalet.
René Carré dit René Carré-Bonvalet, né le 11 août 1875 à Pontarlier (Doubs) et mort le 9 février 1953 à Paris, est un homme politique français.

## Biographie
Bijoutier, puis propriétaire-viticulteur à Nieul-le-Virouil, il se présente comme candidat de la Fédération des gauches aux élections législatives de 1914. Élu député de la Charente-Inférieure, il s'inscrit au groupe de l'Union républicaine radicale et radicale-socialiste, siégeant à la commission de l'Agriculture et à la commission des Travaux publics. Il ne se représente pas aux élections de 1919, mais devient conseiller général de son département ,
En 1934, il retourne au Parlement comme sénateur radical-socialiste. Il s'inscrit au groupe de la Gauche démocratique et siège cette fois à la commission des Colonies et à la Commission des douanes.
Le 10 juillet 1940, il fit partie de la majorité de parlementaires qui votèrent en faveur de la remise des pleins pouvoirs au Maréchal Pétain. Inéligible à la Libération, il abandonne la politique et se retire à Paris où il meurt en 1953.
Franc-maçon, il fut président d'honneur de l'Association (devenue Fondation) Léopold-Bellan, et administrateur de la Société nationale d'encouragement au bien (SEAB).

## Sources
- « René Carré-Bonvalet », dans le Dictionnaire des parlementaires français (1889-1940), sous la direction de Jean Jolly, PUF, 1960 [détail de l’édition]